# Katō Takaaki
Katō Takaaki est un nom japonais traditionnel ; le nom de famille (ou le nom d'école), Katō, précède donc le prénom (ou le nom d'artiste).
Katō Takaaki, 1er comte Katō (加藤 高明) (25 janvier 1860 - 28 janvier 1926) est un homme d'État japonais, Premier ministre du Japon du 11 juin 1924 au 28 janvier 1926 après avoir été ambassadeur à Londres puis ministre des Affaires étrangères.
Fondateur du parti Kenseikai, il milite en tant que Premier ministre en faveur de l'adoption du suffrage universel (1925). Son ministre de l'Intérieur, Reijirō Wakatsuki lui succède à sa mort en 1926.

## Jeunesse
Katō, appelé Hattori Sokichi dans son enfance, est le deuxième fils d'un ancien samouraï, obligé du domaine d'Owari Tokugawa situé à Nagoya, province d'Owari, dans la ville de Saya, district d'Ama qui fait de nos jours partie de la ville d'Aisai, préfecture d'Aichi. Il est adopté par Katō Bunhei à l'âge de 13 ans et fréquente l'université impériale de Tokyo dont il sort diplômé en haut de sa classe de la Faculté de droit, spécialisé en common law anglaise. Ses études terminées, il travaille comme employé du zaibatsu Mitsubishi et est envoyé à Londres pendant deux ans. De retour au Japon en 1885, il est nommé directeur adjoint au bureau principal de Mitsubishi dans le quartier Marunouchi de Tokyo. En 1886, il épouse Haruji, la fille ainée de Iwasaki Yatarō, le président de Mitsubishi.

## Ministre et ambassadeur
En 1887, Katō devient secrétaire privé d'Ōkuma Shigenobu, alors Ministre des affaires étrangères, et travaille avec lui à la révision des traités inégaux. Par la suite, il sert comme directeur du Bureau des activités bancaires au Ministère des finances.
De 1894 à 1899, il sert comme envoyé au Royaume-Uni et en 1900, lors de la 4e administration Itō, il est nommé ministre des Affaires étrangères; Toutefois, l'administration Itō ne reste en place que quelques mois. Pendant son séjour au Royaume-Uni et au ministère des Affaires étrangères, il contribue à jeter les bases de l'Alliance anglo-japonaise, finalement conclue en 1902. En 1902, il est élu membre de la Chambre des représentants à la Diète de la préfecture de Kōchi.
Nommé ministre des affaires étrangères dans le cabinet Saionji (1906), il démissionne après un bref intervalle, étant opposé à la nationalisation des chemins de fer privés que le cabinet approuve. Il reste ensuite sans affectation jusqu'en 1908 quand il accepte le poste d'ambassadeur à Londres. Il reçoit un GCMG honoraire et gagne la réputation d'être un des plus solides parmi les jeunes hommes d'État. Il démissionne de son poste d'ambassadeur en décembre 1912 et sert de nouveau comme ministre des affaires étrangères dans le 3e cabinet Katsura et le 2e cabinet Ōkuma.
Il est donc ministre des affaires étrangères au début de la Première Guerre mondiale et selon les mots de Hew Strachan (The First World War, p. 72) : « De tous les hommes d’État du monde en 1914, Katō se montre le plus adroit pour utiliser la guerre à des fins politiques. Sur le plan intérieur, il l'exploite pour affirmer la domination du ministère des affaires étrangères et du cabinet dans l'élaboration de la politique étrangère du Japon. Sur le plan international, il saisit la possibilité de redéfinir les relations du Japon avec la Chine. Ce faisant, il ne déborde pas simplement les extrémistes qui lui sont opposés; il est fidèle à sa propre conviction que le Japon doit être une grande puissance comme celles de l'Europe ».
La décision de Katō de faire entrer le Japon dans la Première Guerre mondiale irrite grandement les genrō qui n'ont pas été consultés et qui estiment donc que leurs pouvoirs et leurs autorités ont été offensés. En outre, Katō créé une controverse considérable en janvier 1915 quand il publie les vingt et une demandes à la Chine qui déclenchent un incident majeur au niveau international et une considérable opposition nationale.

## Premier ministre
En 1915, Katō est désigné membre de la chambre des pairs par décision impériale. Il devient président du parti conservateur Kenseikai l'année suivante, parti dont il influence grandement la politique par son opposition au genrō, soutien à la constitution et soutien à l'extension du suffrage populaire.
Takaaki est nommé premier ministre du Japon, poste qu'il occupe de 1924 jusqu'à son décès au début de 1926. Son cabinet est surnommé le Goken Sanpa Naikaku (« Cabinet basé sur les trois factions pro-Constitution »), qui, en dépit de sa nature de coalition, est en mesure d'adopter d'importantes lois. En 1925, Katō fait adopter la loi sur les élections législatives  qui étend le vote à tous les citoyens de sexe masculin âgés de plus de 25 ans. Il ratifie également les lois de préservation de la paix, qui supprime les organisations politiques radicales et conclut la Convention de base nippo-soviétique (en). Il initie par ailleurs un service militaire universel. Katō s'efforce de réduire les dépenses publiques mais souffre également de considérables critiques personnelles pour ses liens familiaux avec Mitsubishi.
Katō Takaaki décède d'une pneumonie en 1926 à l'âge de 66 ans.

## Honneurs
- Grand cordon de l'ordre du trésor sacré (28 décembre 1902)
- Baron (24 août 1911)
- Vicomte (14 juillet 1916)
- Grand cordon de l'ordre du soleil levant avec fleurs de Paulownia (14 juillet 1916)
- Grand cordon de l'ordre du Chrysanthème (28 janvier 1926 ; posthume)
- Comte (28 janvier 1926 ; posthume)